# Джобіна Ролстон
Джобін (Джобіна) Ланкастер Ро́лстон (англ. Jobyna Ralston; 21 листопада 1899 — 22 грудня 1967) — американська акторка німого кіно.

## Біографія
Джобін Ланкастер Ролстон народилася 21 листопада 1899 року в місті Саут-Піттсбург, штат Теннессі. Її мати, яка працювала портретною фотографкою, ретельно займалася вихованням дочки, бажаючи, щоб вона пов'язала своє життя з шоубізнесом.
Її акторський дебют відбувся на театральній сцені в 1909 році в постановці «Попелюшка». У 1915 році вона навчалася в акторській школі в Нью-Йорку, а через деякий час дебютувала на Бродвеї в п'єсі «Дві дівчинки в блакитному». На одному з показів її помітив актор Макс Ліндер, який переконав Ролстон поїхати до Голлівуду. Там у 1919 році й відбувся її кінодебют. Наступні кілька років вона ще поєднувала роботу в театрі зі зніманнями в кіно, але в 1922 році була змушена цілковито присвятити себе великому екрану, оскільки потребувала грошей для лікування матері. У 1923 році Ролстон стала однією з дівчат у списку WAMPAS Baby Stars. У тому ж році вона з'явилася у фільмі «Навіщо турбуватися?» з коміком Гарольдом Ллойдом у головній ролі.
За наступні п'ять років вона знялася з ним у головних ролях ще в 6 фільмах. Саме ці фільми стали найбільш відомими в її кар'єрі завдяки тому, що Ролстон з успіхом продемонструвала свій комедійний і драматичний талант. У 1927 році вона разом з Кларою Боу і Гері Купером з'явилася в картині «Крила», яка стала першим лауреатом премії «Оскар» за найкращий фільм. На зніманнях цього фільму вона познайомилася з актором Річардом Арленом, з яким у тому ж році одружилася. Після цього вона з'явилася ще в десятці успішних фільмів, але з початком ери звукового кіно її кар'єра завершилася, оскільки Ролстон мала шепелявість. Акторка з'явилася лише у двох звукових картинах, а в 1931 році назавжди покинула кіноіндустрію.
У 1933 році народила сина Річарда Арлена-молодшого, який теж пов'язав життя з кіно. У 1945 році Ролстон розлучилася з чоловіком.
Останні роки життя Джобін Ролстон хворіла на ревматизм, а також перенесла кілька інсультів. Померла від пневмонії 22 січня 1967 року в Будинку акторів кіно і телебачення у Вудленд-Гіллз на 68 році життя.

## Вибрана фільмографія
- 1921 — Природжений моряк / A Sailor-Made Man
- 1923 — Навіщо турбуватися?
- 1925 — Першокурсник
- 1924 — Сором'язливий
- 1927 — Молодший брат / The Kid Brother
- 1927 — Спеціальна доставка